# Sis dies d'Apeldoorn
Els Sis dies d'Apeldoorn era una cursa de ciclisme en pista, de la modalitat de sis dies, que es disputava a Apeldoorn (Països Baixos). La seva primera i única edició es va fer el 2009. La segona edició es va cancel·lar perquè coincidia amb el Campionat del Món i després ja no s'ha tornat a disputar.

## Palmarès
| Any  | Primers                                     | Segons                               | Tercers                                  |
| ---- | ------------------------------------------- | ------------------------------------ | ---------------------------------------- |
| 2009 | Robert Bartko · Léon van Bon · Pim Ligthart | Peter Schep · Danny Stam · Tim Veldt | Iljo Keisse · Marcel Barth · Jens Mouris |